# Echinanura
Genre
Synonymes
- Sericanura Carpenter, 1935

Echinanura est un genre de collemboles de la famille des Neanuridae.

## Distribution
Les espèces de ce genre sont endémiques des îles Marquises en Polynésie française.

## Liste des espèces
Selon Checklist of the Collembola of the World (version du 18 octobre 2019) :
- Echinanura elegans Carpenter, 1935
- Echinanura pacifica (Carpenter, 1935)

## Publication originale
- Carpenter, 1935 : Marquesan Collembola. Bulletin Bishop Museum Honolulu, vol. 114, p. 365-378 (texte intégral).